# Le Rouge de Chine
Pour plus de détails, voir Fiche technique et Distribution.
Le Rouge de Chine est un film français réalisé par Jacques Richard et sorti en 1979.

## Fiche technique
- Titre : Le Rouge de Chine
- Réalisation : Jacques Richard
- Scénario : Jacques Richard
- Photographie : Pascal Laperrousaz
- Son : Antoine Bonfanti
- Montage : Jacques Richard
- Production : Les Films élémentaires
- Pays d'origine :  France
- Durée : 80 minutes
- Date de sortie : France - 3 janvier 1979

## Distribution
- Agathe Vannier
- Jacques Richard
- Bojena Horackova
- Bernard Dubois
- Jacques Robiolles